# 今里 (大阪市)
今里（いまざと）は、大阪府大阪市東成区にあるOsaka Metro今里駅および生野区にある近鉄今里駅周辺の地域名称。

## 概要・歴史
狭義にはかつての東成郡大今里村・西今里村・東今里村にあたる東成区中部を指すが、広義には東成区と生野区にまたがった地域を指す。現在の町名では、東成区大今里（1 - 4丁目）・大今里西（1 - 3丁目）・大今里南（1 - 6丁目）・東今里（1 - 3丁目）および生野区新今里（1 - 7丁目）がある。
この地はかつて室町時代の頃に新開荘（しんかいのしょう）と呼ばれた荘園の一部であり、さらに平安時代まで遡ると玉造江と呼ばれた荘園の一部地域であった。新開荘は1594年（文禄3年）の太閤検地の際に一旦廃止され、鴫野・天王田・左専道・永田・中浜・本庄・大今里・西今里・東今里・深江といった村に分割された。
1889年（明治22年）4月の町村制施行により、大今里村と東今里村は深江村と合併して東成郡南新開荘村の大字となり、西今里村は古屋敷地・中道村・森村・中浜村・本庄村と合併して東成郡中本村の大字となった。1912年（大正元年）10月に中本村が町制を施行して中本町となり、1916年（大正5年）1月に南新開荘村が神路村に改称した。なお、同じ日に北新開荘村も城東村に改称している。神路の名は暗越奈良街道が神武東征のルートに当たるとの伝承に由来する。
1925年（大正14年）4月の大阪市第二次市域拡張の際に両町村とも大阪市に編入されて、東成区大今里町・西今里町・東今里町となった。1927年（昭和2年）の大阪市電鶴橋線敷設および1934年（昭和9年）の今里ロータリー設置（後述）を契機に周辺は一気に市街化していった。
大阪市編入後の1938年（昭和13年）に大今里北之町・大今里本町・大今里南之町・新今里町の町名が追加された。なお、大今里南之町の大半と新今里町はもと東成郡小路村の一部にあたり、ここに位置する近鉄今里駅は小路村の大字の一つであった片江の駅名で開業している。小路村も第二次市域拡張の際に大阪市に編入されており、1929年（昭和4年）には近鉄今里駅の南方に今里新地ができ、市街化が進んだ。また今里新地は花街として発展した。

今里新地 紋章

1943年（昭和18年）には生野区が新設され、新今里町が生野区の所属となった。1970年（昭和45年）に東成区が、1973年（昭和48年）に生野区が現行住居表示を実施し、現在に至る。
1970年、一般国道308号が指定。
戦中戦後にかけて、5代目笑福亭松鶴、4代目桂米團治らが居住し松鶴の自宅「楽語荘」を中心に活動したり、若き日の6代目笑福亭松鶴、3代目桂米朝、5代目桂文枝、3代目桂春團治らの修業の地でもあるなど、今里界隈は戦後の上方落語にゆかりが深い。
また、浪曲界で一世を風靡（上方演芸の殿堂入り）した冨士月子によって、1930年（昭和5年）、今里に寄席二葉館が新築され、浪曲・落語・漫才等の演芸常設館として、後進の育成に当った地としても知られる。
大阪の五大遊廓の一つとして、天神祭・住吉祭に並ぶ大阪三大夏祭りの一つ、愛染まつりの宝恵かごパレードの主役は今里の芸妓が務めていたが、高齢化により一般女性の参加者に切り替えられた。

## 地理

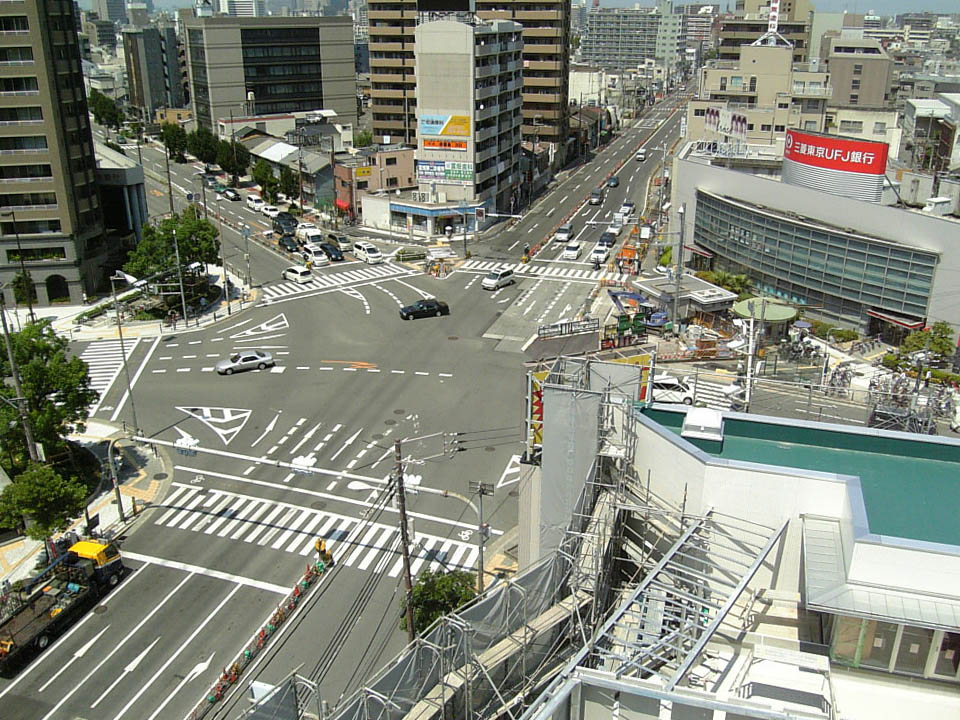
今里交差点（東成区）

太古から玉造から各方面に延びていた諸街道の中継点だった。暗越奈良街道、北八尾街道、十三街道など、東へ向かう街道の分岐点でもあり、現在は五叉路の交差点である今里交差点があり、昔も今も交通の要所である。今里交差点から南東にある近鉄今里駅は1914年（大正3年）に大阪電気軌道（大軌）が上本町 - 奈良（高天町）間（現：近鉄奈良線）開通時に片江駅として開業し、その後今里片江駅と名称変更し、今里新地ができた1929年（昭和4年）に今里駅となった。近鉄今里駅周辺も商店が多い。

### 今里交差点
| 国道308号標識 | 大阪府道702号標識 |

今里交差点は東成区大今里三丁目にある、今里筋、千日前通、長堀通が交わる五叉路の交差点である。かつてはロータリー交差点であり、今里ロータリーと呼ばれていた。
当初の大阪市都市計画では千日前通と末吉橋通（現：長堀通）はそのまま東へまっすぐ延長される予定であったが、延長上に土地を所有する集落の反対に遭い、やむなく千日前通はやや北向きに、末吉橋通はやや南向きに方向を変えて延長し、今里で二つの通りが合流するようになった。当時はこの辺りは湿地帯で土地の買収がし易かったという側面もあり、千日前通には1927年（昭和2年）に今里交差点まで大阪市電鶴橋線が敷設され、併せて大阪市電今里車庫も設置された。なお、長堀通には1944年（昭和19年）に大阪市電玉造今里線が敷設されている。1934年（昭和9年）に設置された交差点は五叉路となり、当時の事情では信号機が設置できないとしてロータリーが設置された。1954年（昭和29年）の交通調査で1分間に170台余りの諸車が通過し、歩行者の横断が困難であり、交通の難所になっていることが判ったため、ロータリーの撤去・信号機の設置が行われて通常の交差点となった。
今里交差点には乗合自動車（バス）や大阪市営トロリーバスも乗り入れていた。現在は交差点真下にOsaka Metro千日前線の今里駅があり、交差点の北の道路下にOsaka Metro今里筋線の今里駅がある。
今里交差点では千日前通難波方面から今里筋杭全方面への右折は路線バスを除いてできない。このため、難波方面から杭全方面へ車で通行する際は、千日前通の剣橋東交差点を右折し、猪飼野橋交差点から今里筋に入る必要がある（剣橋東交差点の手前に杭全方面への案内表示がある）。

#### 合流道路
- （北西）国道308号（長堀通）
- （南西）千日前通（主要地方道大阪枚岡奈良線）
- （東）国道308号（主要地方道大阪枚岡奈良線重複）
- （南・北）今里筋（大阪市道大阪環状線）

## 交通
- 大阪市高速電気軌道 (Osaka Metro) 千日前線・今里筋線 - 今里駅
- 近畿日本鉄道（近鉄） - 今里駅
- 大阪シティバス（旧：大阪市営バス） - 地下鉄今里駅を中心に路線が広がる。

かつては千日前通に上本町 - 枚岡間を結ぶ近鉄バスも走っていた。
- 国道308号（長堀通・千日前通）
- 大阪府道702号大阪枚岡奈良線（千日前通）
- 今里筋（大阪市道大阪環状線）